# روبرت ستيفنز (ممثل)
السير روبرت غراهام ستيفنز (14 يوليو 1931 - 12 نوفمبر 1995) كان ممثلا مسرحيا إنجليزيا ذاع صيته خلال السنوات الأولى للمسرح البريطاني.

## نشأته وحياته
وُلد روبرت غراهام ستيفنز في 14 يوليو (تموز) 1931 في مدينة شيرهامبتون بمقاطعة بريستول في إنجلترا، وكان هو الابن الأكبر بين ثلاثة أبناء لأسرة فقيرة، حيث عمل والده روبين ستيفنز (1905-1985) كعامل بناء ومساح، وعملت والدته غلاديس ميليسنت (1906-1975) كعاملة في مصنع للشوكولاتة.

## مسيرته المهنية
اهتم روبرت ستيفنز بالمسرح في سن مبكرة، وعندما بلغ الثامنة عشرة من عمره حصل على منحة دراسية في مدرسة مسرح برادفورد سيفيك التابعة لكنيسة إسمي بمقاطعة يوركشاير، وهناك التقى بزوجته الأولى نورا التي كانت تدرس معه في ذات المدرسة. كانت بدايات مسيرة روبرت ستيفنز الاحترافية مع المسرح من خلال مسرح كاريل جينر المتنقل، ثم اتجه في عام 1951 إلى مسرح رويالتي في موركام حيث أدى عدد من الأدوار الأكثر تميزا، ثم شارك في عدد من العروض المسرحية التي قدمت على مسارح هيبودروم وبريستون إلى أن شاهده المخرج البريطاني توني ريتشاردسون في أحد العروض على مسرح رويالتي، وأسند إليه دورا في العرض المسرحي «مومنتوس» الذي قدمته الشركة الإنجليزية للمسرح على مسرح رويال كورت في عام 1956. أتت انطلاقة روبرت ستيفنز الحقيقية في عالم المسرح خلال موسم عام 1958-1959 عندما لعب دورا في العرض المسرحي «رثاء لجورج ديلون»، وهو الدور الذي رُشح من خلاله للفوز بجائزة توني لأفضل ممثل في مسرحية.
اتجه روبرت ستيفنز إلى السينما فشارك في عدد من الأفلام السينمائية كان أولها عندما شارك بدور صغير في فيلم الحرب والسلام في عام 1956، ثم قام بعد ذلك بأداء دور ثانوي في فيلم «مذاق العسل» عام 1961، ثم شارك في فيلم كليوباترا في عام 1963، كما لعب دور الملك أتاوالبا في العرض المسرحي المقتبس من فيلم «الصيد الملكي للشمس»، والذي أنتجه المسرح الوطني البريطاني عام 1964. وفي عام 1968 قام روبرت ستيفنز بأداء دور الأمير إسكالوس في فيلم «روميو وجولييت» للمخرج فرانكو زافاريلي، وفي عام 1969 شارك إلى جانب زوجته آنذاك ماغي سميث بالتمثيل في فيلم «دافع الآنسة جان برودي»، ثم أسند إليه دور البطولة في فيلم الحياة الخاصة لشيرلوك هولمز الذي أخرجه المخرج بيلي وايلدر عام 1970، وفي عام 1972 لعب روبرت ستيفنز دور البطولة في فيلم الرعب القوطي «الاختناق».
شارك روبرت ستيفنز بالتمثيل مع زوجته ماغي سميث في عدد من العروض المسرحية والأفلام كان من أبرزها مسرحية «ضابط التجنيد» التي قدمت على مسرح فيك القديم، والفيلم السينمائي المقتبس من رواية دافع الآنسة جان برودي، والذي أنتج عام 1969، ولكن بعد طلاقهما في عام 1973، وبعدما ترك العمل مع المسرح الملكي الوطني في عام 1970 عانى روبرت ستيفنز من بعض الركود في حياته المهنية مما دفعه إلى الانهيار والإفراط في تعاطي الكحوليات، وبدأ يقدم أدوارا أقل أهمية على الرغم من استمراره في تقديم العروض المسرحية، مثل مسرحية الألغاز التي عرضت على المسرح الوطني عام 1986، وفي لعب الأدوار في الأفلام السينمائية، مثل فيلم «آلة الفاكهةّ» الذي عُرض في عام 1988، واشتهر في الولايات المتحدة الأمريكية باسم «بلاد العجائب» وفيلم «هنري الخامس» الذي أخرجه المخرج كينيث براناه، كما قام بأداء بعض الأدوار في عدد من المسلسلات التلفزيونية، مثل دور أبنر براون في مسلسل الأطفال «صندوق المسرات» الذي عرضه تلفزيون بي بي سي عام 1984، ودور مدير إحدى كليات جامعة أكسفورد في حلقة من حلقات مسلسل المفتش مورس)، غير أن نجمه لم يعد للسطوع من جديد إلا في تسعينيات القرن العشرين، عندما أسندت إليه شركة شكسبير الملكية دور فالستاف في مسرحية هنري الرابع للمخرج أدريان نوبل، والتي عرضت في أبريل (نيسان) 1991، وهو الدور الذي نال عنه جائزة مسرح لورانس أوليفييه لأفضل ممثل عام 1993، ثم أسند إليه في وقت لاحق من نفس العام دورًا رئيسيا في مسرحية يوليوس قيصر للمخرج ستيفن بيملوت، ثم لعب دور الملك لير مرة أخرى مع المخرج أدريان نوبل في العرض المسرحي الذي قدمه في مايو 1993.
قام روبرت ستيفنز أيضا بأداء صوت شخصية أراجورن في المسلسل الإذاعي «سيد الخواتم» الذي بثته هيئة الإذاعة البريطانية عام 1981. وفي عام 1985، أخرج روبرت ستيفنز العرض الأول البريطاني المقتبس عن رواية «داني والبحر العميق الأزرق» لجون باتريك شانلي، والذي قُدم على مسرح غيت في لندن.

## حياته الأسرية
تزوج روبرت ستيفنز أربع مرات، كان أولها في عام 1951 عندما تزوج من زميلته في الدراسة نورا آن سيمونز وأنجبا طفلا واحدا هو ميشيل ستيفنز ثم تطلقا في عام 1952. تزوج روبرت ستيفنز بعد ذلك من تارن باسيت في عام 1956، وأنجبا ابنتهما لوسي ستيفنز قبل أن يتطلقا في عام 1967. وفي نفس العام تزوج روبرت ستيفنز من الممثلة ماغي سميث، وأنجبا ابنيهما كريس لاركن وتوبي ستيفنز ثم أنتهت علاقتهما بالطلاق في عام 1975، وفي عام 1995 تزوج من باتريشيا كوين.

## وفاته
توفي روبرت ستيفنز في 12 نوفمبر (تشرين الثاني) 1995 عن عمر ناهز الرابعة والستين بسبب المضاعفات التي عانى منها بعدما خضع لعملية جراحية. تم تكريم روبرت ستيفنز ومُنح وسام فارس الحدث بعد مرور أحد عشر شهرا على وفاته.

## التكريم
مُنح روبرت ستيفنز في عام 1995 وسام فارس الحدث نظير ما قدمه من إسهامات للمسرح والسينما والدراما، ووضع اسمه ضمن قائمة العام الشرفية.

## أعماله

### الأفلام
| تاريخ العرض | اسم العمل                   | الدور                | ملاحظات                                                |
| ----------- | --------------------------- | -------------------- | ------------------------------------------------------ |
| 1956        | الحرب والسلام               | ضابط يتحدث مع ناتاشا |                                                        |
| 1960        | دائرة الخداع                | كابتن شتاين          |                                                        |
| 1961        | مذاق العسل                  | بيتر سميث            |                                                        |
| 1961        | قراصنة تورتوجا              | هنري مورغان          |                                                        |
| 1961        | حرس الملكة                  | هنري واين والتون     |                                                        |
| 1961        | وقت الغداء                  | الرجل                |                                                        |
| 1962        | المفتش                      | روجر ديكنز           | عرض في الولايات المتحدة الأمريكية بعنوان آخر هو «ليزا» |
| 1963        | عالم سامي لي الصغير         | جيري سوليفان         |                                                        |
| 1963        | كليوباترا                   | جيرمانيكوس           |                                                        |
| 1966        | مورغان – حالة مناسبة للعلاج | تشارلز نابيؤ         |                                                        |
| 1968        | روميو وجولييت               | الأمير إسكالوس       |                                                        |
| 1969        | دافع الآنسة جان برودي       | تيدي لويد            |                                                        |
| 1970        | الحياة الخاصة لشيرلوك هولمز | شرلوك هولمز          |                                                        |
| 1972        | الاختناق                    | السير هوغو كونينغهام |                                                        |
| 1972        | رحلات مع عمتي               | إيركول فيسكونتي      |                                                        |
| 1974        | لوثر                        | يوهان فون إيك        |                                                        |
| 1977        | المبارزون                   | الجنرال ترايلارد     |                                                        |
| 1977        | في الليل كل القطط مجنونة    | تشارلز واتسون        |                                                        |
| 1978        | الصيحة                      | رئيس الأطباء         |                                                        |
| 1981        | ألعاب الكونتيسة دولينجن     | الأستاذ              |                                                        |
| 1983        | أحوال البلاد السيئة         |                      |                                                        |
| 1986        | الرفاق                      | جيمس فرامبتون        |                                                        |
| 1987        | موسم نشط                    | كونستانتينس          |                                                        |
| 1987        | إمبراطورية الشمس (فيلم)     | السيد لوكوود         |                                                        |
| 1988        | الروليت الامريكية           |                      |                                                        |
| 1988        | آلة الفاكهة                 | فينسنت               |                                                        |
| 1988        | أدا في الغابة               | اللورد جوردون        |                                                        |
| 1988        | شهادة                       | فسيفولود مايرهولد    |                                                        |
| 1989        | هنري الخامس                 |                      |                                                        |
| 1990        | أجنحة الشهرة                | ميريك                |                                                        |
| 1990        | نار الغرور                  | السير غيرالد مور     |                                                        |
| 1990        | الأبناء                     | أزاريا دوبري         |                                                        |
| 1991        | البابا يجب أن يموت          | الكامارلينجو         |                                                        |
| 1991        | مفاتيح الباب الثلاثين       | البروف بيمكو         |                                                        |
| 1991        | خائف من الظلام              | دان بورنز            |                                                        |
| 1992        | تشابلن                      | تيد السكير           |                                                        |
| 1993        | البحث عن بوبي فيشر          | معلم بو              |                                                        |
| 1993        | الاختطاف السري              | ماكس لوبرت           |                                                        |
| 1993        | قرن                         | السيد رايزنر         |                                                        |
| 1995        | إنغلاند ماي إنغلاند         | جون درايدن           | ظهر في المشهد الختامي للفيلم                           |

### المسلسلات التليفزيونية
| تاريخ العرض | اسم العمل              | الدور                      | ملاحظات                          |
| ----------- | ---------------------- | -------------------------- | -------------------------------- |
| 1956        | الاسم المستعار         | جون                        | حلقة: موظف مكتب المحاسبة         |
| 1964        | تشانينغ                | بادي ريوردان               | حلقة: هروج ومرج                  |
| 1964        | الليلة الأولى          | أرنولد كلايبل              | حلقة: السيد كلايبيل الذي لا يطاق |
| 1971        | منافسو شيرلوك هولمز    | ماكس كارادوس               | حلقة: ضجة الشاهد المفقود         |
| 1974        | الظهير الدفاعي السابع  | روبرت هايسميث              | مسلسل تلفزيوني قصير من 3 حلقات   |
| 1978        | الهولوكوست             | العم كورت دورت             | مسلسل تلفزيوني قصير من 4 حلقات   |
| 1982        | هل هناك أي شخص لدينيس؟ | شوبرت                      | فيلم تليفزيوني                   |
| 1983        | ستوديو                 | ليندساي                    | 7 حلقات                          |
| 1984        | صندوق المسرات          | أبنر براون                 | 6 حلقات                          |
| 1984        | أثرياء الحرب           | بيل كاسلبار                | الحلقة الثالثة                   |
| 1985        | قسم بالسيف             | السير رالف وينتر           |                                  |
| 1986        | أجراس الجحيم           | لأسقف جودفري هيثركوت       | الحلقة السادسة                   |
| 1987        | لمفتش مورس             | السير ويلفريد مولراين      | حلقة: غروب الشمس                 |
| 1988–1989   | الحرب والذكرى          | قائد وحدة العاصفة كارل رام | ثلاث حلقات قصيرة                 |
| 1989        | عرض الضفة الجنوبية     | ريموند شاندلر              | الحلقة الأولى: قراءات درامية     |
| 1990        | الراوي                 | هيدز                       | الحلقة الأولى                    |
| 1994–1995   | 99-1                   | القائد أوكوود              | الحلقة السابعة                   |